# Renato Zero
 (janvier 2015).
 (novembre 2011).
Si vous disposez d'ouvrages ou d'articles de référence ou si vous connaissez des sites web de qualité traitant du thème abordé ici, merci de compléter l'article en donnant les références utiles à sa vérifiabilité et en les liant à la section « Notes et références ».
Renato Fiacchini, alias Renato Zero (né le 30 septembre 1950 à Rome), est un auteur-compositeur-interprète italien contemporain.

## Biographie
Renato Fiacchini est né à Rome le 30 septembre 1950. Fils de Ada Pica, infirmière, et de Domenico, policier originaire de la région des Marches, Renato grandit à La Montagnola, quartier périphérique de Rome qui lui inspirera la chanson Périphérie (également dans l'album Erozero). Élève d'un lycée professionnel pour les métiers du cinéma et de la télé, il arrête ses études en troisième année pour se consacrer pleinement à ses véritables passions : la musique, la danse, le chant, le théâtre.
Déjà tout jeune, il commence à se déguiser et à se produire dans de petites salles de Rome et décide de s'appeler « Renato Zero » en réponse à ses détracteurs, « Vous êtes un zéro » étant la critique qu'il essuie le plus souvent. À 14 ans, il obtient son premier contrat au Ciak de Rome pour 500 lires italiennes par jour. Il est remarqué par Don Lurio au Piper, célèbre boîte de nuit toujours à Rome.
C'est à cette époque qu'il se lie d'amitié avec Mia Martini et Loredana Bertè ; avec cette dernière il fait aussi partie de I Collettoni. En 1965, il enregistre ses premières chansons – Tu, Sì, Il deserto, Solitudine – qui ne seront jamais publiées. Pour le premier 45 tours, il faut attendre 1967, l'année de Non Basta sai / In mezzo ai guai produit par Gianni Boncompagni, également auteur des paroles sur une musique de Jimmy Fontana. Le disque se vendra à seulement 20 exemplaires et sera reproposé comme hommage avec la VHS La notte di Icaro, environ 20 ans plus tard.
Zero interprète le vendeur de bonheur dans Orfeo 9 (it)par Tito Schipa Jr., fait de la figuration dans certains films de Federico Fellini (Satyricon et Casanova) et fait partie de la distribution de la version italienne de la comédie musicale Hair avec, entre autres, Loredana Bertè et Teo Teocoli.
À la fin des années soixante, lorsque la phase naïve du beat (1964-1967) cède sa place à l'engagement politique de l'après-68, Renato peine à trouver une identité. Ce n'est qu'au début des années 1970, avec l'avènement du glam rock et ses fards, brillants et paillettes, qu'il peut proposer un nouveau personnage.
Ce sera donc un personnage provocateur que Zero va présenter dans des chansons comme Mi vendo ("je me vends", cri sérieux mais effronté d'un « prostitué heureux ») et, plus généralement, dans l'album Zerofobia.
Appartiennent à la période suivante, caractérisée par l'album Zerolandia (l'amour et l'amitié comme une terre promise, sans distinction de sexe), des titres tels que Il triangolo, Fermo Posta et Sbattiamoci, avec des messages anti-avortement, déjà présents dans les premiers albums comme Sogni nel buio, ainsi que contre la drogue (La tua idea, entièrement écrite par Renato, paroles et musique, Non passerà, Uomo no et L'altra bianca) ou le sexe trop facile (Sesso o esse).

### 1973-1979 – Les premiers albums et l'accession au succès
1970 est l'année de Hair, version italienne du musical américain. Zero y participe avec un autre jeune artiste, Teo Teocoli. Le spectacle a lieu au théâtre Sistina de Rome. En 1973 Renato Zero sort le premier album officiel de sa carrière, intitulé No! Mamma, no! et enregistré en studio. Il contient notamment les chansons Paleobarattolo (dont on retrouvera une nouvelle version dans l'album Sulle tracce dell'imperfetto, avec à la fin un medley instrumental des titres La favola mia, Il carrozzone, Amico et Il cielo) et No! Mamma, no! qui donne son titre à l'album. En 1974 naît Invenzioni où l'on trouve, entre autres, Qualcuno mi renda l'anima, L'evento, Tu che sei mio fratello, Depresso.
Au début de 1976, Zero prépare un nouvel album et sa première tournée, les deux ayant un même fil conducteur : Trapezio. Il apparaît pour la première fois dans le classement des disques les plus vendus, où son 45 tours Madame/ Un uomo da bruciare atteint la quinzième position. Durant cette même période, il est présent dans l'émission de la RAI Zero & Company. En 1977 Renato Zero se remet au travail et réalise Zerofobia. Le disque sera suivi d'un spectacle ayant le même nom et remportant un grand succès, ce qui boostera les ventes autant de l'album que du 45 tours Mi vendo/Morire qui.
En 1978, il crée "Zeromania Music Edizioni" ainsi qu'une nouvelle étiquette, "Zerolandia", distribuée par la maison de disques RCA. Après le succès de l'album précédent, l'attente du public est très forte et l'artiste publie Zerolandia, sorte de voyage intemporel sans passeport et sans certitudes. Des titres tels que La favola mia, Sogni di latta, Triangolo, Sesso o esse, Sbattiamoci, Una guerra senza eroi, Uomo no, deviennent immédiatement culte, et autant l'album que le 45 tours La favola mia/Sesso o esse se hissent au sommet du hit-parade.
En 1979 sort dans les salles de cinéma un film dont Renato Zero est le héros, Ciao nì!, et qui connaît un franc succès. La même année, Zero loue un chapiteau auprès du cirque Togni et lui donne le nom de Zerolandia. Il publie un nouvel album, intitulé EroZero ("j'étais un zéro"), suite logique du travail précédent. Autant l'album que le 45 tours Il carrozzone/Baratto se placent en tête du hit-parade et y demeurent pendant huit semaines. Grâce aux ventes du 45 tours, au mois de septembre Zero remporte la « Gondola d'Oro ».